# Васудева
Васуде́ва или Васудэва (санскр. वसुदेव IAST: Vasudeva), — имя отца Кришны в индуизме, царя Лунной династии, главы племени Ядавов, сына Шурасены. Васудева приходился братом Кунти, матери Пандавов.
Васуде́ва (IAST: Vāsudeva) — это также одно из имён Кришны, которое означает «потомок Васудевы» и является одним из основных именований Кришны в индуизме. В силу отсутствия в русском языке способа передачи долгих гласных, это патронимическое имя Кришны звучит так же как и имя отца Кришны. С именем «Васудева» связана древняя монотеистическая религия, которую называют религией бхагавата или бхагаватизмом. Религия бхагавата, по мнению учёных, сформировалась в V веке до н. э. и её отличительной особенностью было монотеистическое поклонение Васудеве-Кришне как совершенному, вечному и блаженному Верховному Богу.
Имя «Васудева» также является частью известной Кришна-мантры (IAST: oṁ namo bhagavate vāsudevāya «Ом, мои поклоны прекрасному сыну Васудевы»). Эту мантру называют «двенадцатислоговой мантрой». Она появилась до возникновения четырёх вайшнавских сампрадай.
Васудева женился на сестре Камсы Деваки, от которой у него появился Кришна. У него также была вторая жена по имени Рохини, которая родила его старшего сына Балараму и младшую дочь Субхадру. Согласно некоторым источникам, у Васудевы также были другие жёны от которых он тоже имел детей.
Васудева и Деваки провели большую часть своей юности в тюрьме, куда их заключили по приказу брата Деваки царя Матхуры Камсы. Васудева был известен своей безукоризненной честностью — он ни разу не солгал за всю свою жизнь. После того как Кришна подрос и убил Камсу, дядя Деваки Уграсена опять стал царём Матхуры, а Васудева — принцем.
Васудева также обозначает «живущий повсюду» что указывает на всепроникающий аспект Бхагавана — Параматму (то что пронизывает и поддерживает все материальное творение, в том числе жизнь во всех её проявлениях).